# Basilique Notre-Dame de Saint-Germain-des-Fossés
Ne doit pas être confondu avec Église Notre-Dame de Saint-Germain-des-Fossés.
La basilique Notre-Dame de Saint-Germain-des-Fossés est l'église paroissiale catholique actuelle de Saint-Germain-des-Fossés (Allier). Elle ne doit pas être confondue avec l'église Notre-Dame de Saint-Germain-des-Fossés, église romane attachée au prieuré clunisien, ancienne église paroissiale située à l'écart, au sud de la ville.

## Localisation
La basilique est située en centre-ville, à proximité de la rue principale qui traverse la ville du nord au sud (rue Pierre-Semard).

## Historique
La basilique a été construite entre 1934 et 1956, à l'initiative de l'abbé Auguste Cueillat, pour faire face à l'accroissement de la population urbaine consécutif au développement du nœud ferroviaire et remplacer comme église paroissiale l'église Notre-Dame trop décentrée. L'architecte en a été Marcel Génermont. La flèche fut édifiée plus tard, en 1954–1956.
L'appellation locale est Basilique Notre-Dame, sans doute pour la distinguer de l'ancienne église. Cependant, il semble qu'elle n'ait pas reçu le titre de basilique au sens canonique.

## Description
L'édifice est d'une dimension imposante : elle mesure 60 m de long et 15 m de large au transept. Elle comporte trois nefs de cinq travées prolongées par une abside ; la nef principale est voûtée en berceau. Les murs extérieurs sont revêtus d'un parement de granit.
La haute flèche de pierre, qui s'élève à 67 m, reste dans la tradition de nombreuses églises du Bourbonnais (Saint-Julien de Saulcet, Saint-Martin de Laféline, etc.).
L'aménagement intérieur est soigné : grilles en fer forgé, stalles du chœur avec des miséricordes sculptées, chapiteaux sculptés, vitraux de l'atelier Mauméjean. L'iconographie des vitraux est centrée sur les pèlerinages à la Vierge dans le département, avec la représentation de ces vierges et de l'église où elles sont vénérées.
Une Vierge de Pitié en pierre de la fin du XVe siècle fait l'objet d'un pèlerinage : cette statue a été gravement endommagée à l'époque de la Révolution ; elle a été cachée par des fidèles puis replacée dans l'église du prieuré, avant d'être installée en 1994 dans la basilique. Ce pèlerinage a lieu tous les ans, le dimanche suivant le 2 juillet.